# Nicolas Höfler
Nicolas Höfler (ur. 9 marca 1990 w Überlingen) – niemiecki piłkarz występujący na pozycji pomocnika w niemieckim klubie SC Freiburg. Wychowanek SC Pfullendorf, w trakcie swojej kariery grał także w Erzgebirge Aue.